# Evangelizzazione di strada
Per evangelizzazione di strada si intende l'insieme delle iniziative, delle proposte, delle motivazioni che portano gruppi di cristiani ad annunciare il Vangelo in contesti non istituzionali, quali la strada, le piazze, le spiagge, le discoteche, i pub, e in tutte le occasioni che si trovano al di fuori delle convenzioni ecclesiastiche tradizionali.
Il termine "evangelizzazione di strada" può quindi essere sinonimo di primo annuncio di fede cristiana e contempla tutte le varie iniziative nell'ambito della nuova evangelizzazione.

## Evangelizzazione cattolica
Il Magistero della Chiesa cattolica nel documento Redemptoris Missio al n.33 fornisce chiarimenti riguardo all'evangelizzazione, spiegando che si possono distinguere tre situazioni:
- missio ad gentes quando Cristo e il suo Vangelo non sono conosciuti e si configura come una prima evangelizzazione,
- la cura pastorale della Chiesa che comprende la continuità dell'annuncio e i cammini di catecumenato e iniziazione cristiana
- la nuova evangelizzazione o ri-evangelizzazione rivolta ai paesi di antica cristianità, che hanno perduto il senso vivo della fede e necessitano di un nuovo annuncio.

Il primo annuncio consiste nella proclamazione della salvezza a chi non ne è a conoscenza o ancora non crede. Ha come obiettivo la scelta fondamentale di aderire a Cristo e alla Chiesa. Si configura come un'opzione di vita che costituisce il momento fondante e decisivo della vita cristiana.
Il primo annuncio è distinto dalla catechesi, che presuppone la scelta fondamentale della fede e della sequela a Cristo nella Chiesa.
L'invito ripetuto dal Magistero della Chiesa Cattolica alla "nuova evangelizzazione", l'elaborazione di documenti curati dalla CEI spingono i cattolici ad assumere un atteggiamento sempre più spiccatamente missionario.
Papa Paolo VI affermò che "la Chiesa esiste per evangelizzare".
Secondo il Direttorio Generale per la Catechesi, che riprende l'Evangelii Nuntiandi, l'evangelizzazione, intesa in senso ampio, comprende numerosi aspetti tra loro inscindibilmente connessi: Annunciate (Mc 16,15), Fate discepoli e insegnate (Cfr Mt 19,20), Siate miei testimoni (At 1,8), Battezzate (Mt 28,19), Fate questo in memoria di me (Lc 22,19), Amatevi gli uni gli altri (Gv 15,12). È evidente che in questa accezione rientra praticamente tutta l'azione pastorale della Chiesa.
Tuttavia nei documenti ecclesiali, per esempio nel Documento Base, esiste anche un altro significato della parola "evangelizzazione", più ristretto, secondo cui essa è quell'azione diretta a suscitare la fede in chi non ha compiuto la scelta fondamentale per Cristo e la Chiesa. In questo senso particolare e puntuale, l'evangelizzazione riconosce, a partire da presupposti biblici, il suo punto di forza e il suo tratto qualificante nel servizio del primo annuncio.
Una pastorale orientata in senso missionario si interroga su come annunciare il Vangelo oggi e su come poi condurre a piena maturità la fede suscitata.

### La nuova evangelizzazione cattolica
L'evangelizzazione di strada trova il suo fondamento nello slancio missionario che è proprio del cristianesimo, i cui fedeli sono invitati a trasmettere la propria fede ad altre persone. Tradizionalmente però la missione era affidata soltanto ai presbiteri e agli ordini religiosi, che intraprendevano lunghi viaggi per raggiungere terre lontane dove il cristianesimo non era ancora arrivato.
Nella società contemporanea le chiese cristiane si sono via via orientate verso l'adesione del laicato al processo di evangelizzazione pubblica. Sul tema dell'estensione della missione evangelica anche ai laici si è espresso esplicitamente Giovanni Paolo II: «Questa passione non mancherà di suscitare nella Chiesa una nuova missionarietà, che non potrà essere demandata a una porzione di 'specialisti', ma dovrà coinvolgere la responsabilità di tutti i membri del popolo di Dio».
In questi anni il Magistero della Chiesa Cattolica ha insistito molto sulla "nuova evangelizzazione". Cosa significhi "nuova evangelizzazione" per la Chiesa Cattolica è stato chiarito sempre da Giovanni Paolo II: «la nuova evangelizzazione non consiste in un "nuovo vangelo", non deve riguardare i contenuti, ma gli atteggiamenti, lo stile, lo sforzo, la programmazione, il metodo di apostolato, il linguaggio, che devono essere tali da rendere accessibile, penetrante, valida e profonda la risposta all'uomo di oggi, senza per nulla alterare o modificare il contenuto del messaggio evangelico».

### L'evoluzione del processo di evangelizzazione in Italia e nel mondo

#### Magistero della Chiesa cattolica
Papa Pio XII avviò una Missione a Roma in vista dell'Anno Santo del 1950 aprendo la via a nuove modalità di evangelizzazione. Il tema ripreso dal Concilio Vaticano II, dai documenti della CEI degli anni ‘70, dal Direttorio Catechistico Generale, trovò sistematicità organica nell'Esortazione Apostolica post sinodale "Evangelii Nuntiandi" promulgata dal Papa Paolo VI nel 1975. Giovanni Paolo II ha trattato in modo ampio il tema della "nuova evangelizzazione" e durante il magistero di Benedetto XVI il progetto si è concretizzato nell'istituzione di un Pontificio consiglio per la nuova evangelizzazione affidato a S.E. Mons Rino Fisichella.
Il 15 ottobre 2011 si è tenuto, presso il Vaticano, il I Congresso dei Nuovi Evangelizzatori promosso dal Pontificio Consiglio per la Nuova Evangelizzazione e che ha visto la partecipazione di 8.000 persone.

#### Esperienze in Italia
In Italia la pastorale di strada di numerose nuove realtà ecclesiali, nate dopo il Concilio Vaticano II, ha dato un'importante base esperienziale sulla quale si è sviluppata la riflessione teologico pastorale.
Il termine evangelizzazione di strada si è diffuso dagli anni novanta in poi grazie all'azione di Chiara Amirante a Stazione Termini(Roma) e alle missioni di strada sistematizzate e diffuse in un progetto di evangelizzazione della Comunità Nuovi Orizzonti.
Le Sentinelle del Mattino fondate da don Andrea Brugnoli a Verona hanno diffuso un proprio "progetto pastorale" e una loro declinazione del progetto Una Luce nella Notte adottata da diverse diocesi italiane.
A Firenze don Gianni Castorani, fondatore dell'associazione Sentinelle del Mattino di Pasqua ha aperto una "Scuola di evangelizzazione" legata al progetto Jeunesse Lumière di padre Daniel-Ange.
Sono state particolarmente importanti nella diffusione di materiale formativo le opere realizzate dalla Scuola di evangelizzazione Sant'Andrea di Napoli.
Il progetto Una Luce nella notte è nato dalla comunione di diverse realtà ecclesiali nella missione di Riccione del 2013 ed è stato diffuso da tutti i diversi Movimenti con nomi diversi e adattamenti specifici.
Nel sud Italia l'esperienza della Comunità Missionaria della Via nata dal carisma della comunità religiosa dei Missionari e le Missionarie della Via, che vede cristiani laici prodigarsi nell'evangelizzazione e nelle missioni di strada, in quelli che chiamano i "nuovi pozzi", dove cercano di intercettare la sete di verità che l'uomo ha nel cuore.
Accanto alle proposte delle nuove associazioni cattoliche, vengono riscoperte le missioni al popolo affermatesi a partire dalla seconda metà del XVI secolo, con un rinnovamento delle modalità al fine di aggiornare questa forma di pastorale straordinaria. La Congregazione dei Missionari del Preziosissimo Sangue sta svolgendo una particolare opera di nuova evangelizzazione attraverso settimane di Animazione missionaria in varie parrocchie d'Italia.

#### Esperienze in Francia
Jeunesse Lumière è la prima "scuola di evangelizzazione" residenziale con un proprio metodo esportato in Italia, Polonia e in diversi altri Paesi ed è nata grazie a padre Daniel Ange.
In Francia è particolarmente attiva nella nuova evangelizzazione la Communauté de l'Emmanuel.

#### Esperienze in Spagna
Kiko Argüello con il Cammino Neocatecumenale ha ideato uno specifico itinerario di formazione cattolica e di evangelizzazione con specifici progetti pastorali di missione porta a porta diffusi in tutto il mondo.

#### Esperienze in Brasile
In Brasile l'evangelizzazione di primo annuncio è svolta da diverse realtà ecclesiali anche venute da altri Paesi. Le comunità o movimenti nati nel territorio sono principalmente la Comunidade shalom fondata da Moysés Louro Azevedo e la Comunità Canção Nova fondata da Padre Jonas Abib che evangelizza soprattutto attraverso i new media o mass media.
Particolarmente attiva è la comunità Alianca de Misericordia fondata dai missionari italiani padre Antonello Cadeddu e padre Enrique Porcu che organizzano missioni di strada, scuole e centri di evangelizzazione.

### Iniziative
Già da un decennio in diverse parti d'Italia è nata una nuova pastorale di annuncio, che viene più comunemente definita pastorale o "evangelizzazione di strada". La pastorale di strada richiede che tutta la Chiesa riscopra il suo essere permanentemente in stato di missione. È un'esperienza di evangelizzazione e di pastorale che ha assunto ormai delle connotazioni complesse e ampie, divise nelle seguenti voci.

#### Le missioni di strada
Le missioni di strada sono una modalità pastorale di nuova evangelizzazione. Questa specifica evangelizzazione di strada contempla un'azione di primo annuncio programmata, strutturata e circoscritta nel tempo.
Le missioni di strada sono azioni pastorali di primo annuncio, fedeli al modello biblico dell'annuncio. Il missionario è presente e opera in virtù di un mandato ricevuto e, anche se si trova solo, è collegato mediante vincoli invisibili, ma profondi, all'attività evangelizzatrice di tutta la chiesa.
Le "missioni di strada" appartenenti al progetto della Comunità Nuovi Orizzonti si pongono come una delle possibili risposte concrete ai richiami del Magistero della Chiesa cattolica. Si tratta di una pastorale di primo annuncio che punta a creare il ponte mancante tra la parrocchia e la strada, tra l'oratorio e i giovani.
Le missioni di strada durano una o due settimane e sono momenti di straordinaria intensità che vedono un'équipe stabile e numerosi volontari fortemente impegnati nelle varie iniziative di evangelizzazione, in collaborazione – là dov'è possibile - con altre comunità, movimenti, gruppi e realtà diocesane. Dopo un'accurata mappatura del territorio incontrano i giovani nelle scuole, nei locali o pub, nelle discoteche, nelle piazze, alle stazioni e ovunque si incontrino, raggiungendoli con colloqui, "animazione di strada", spettacoli, musical, incontri, tavole rotonde, testimonianze, momenti di meditazione e preghiera, stand, work-shop.